# Baghead
Baghead è una commedia dell'orrore del 2008 diretta dai fratelli Jay e Mark Duplass.

## Trama
Quattro registi in difficoltà, spinti dal successo di un collega, cercano di rilanciare la loro carriera. Si ritirano in una capanna nei boschi della California, dove escogitano un'idea per un nuovo film, un film horror su un ragazzo con una borsa in testa che tormenta le persone. Ma quando gli interessi romantici si incrociano e la loro storia prende vita, scoprono che finire la sceneggiatura potrebbe essere l'ultima delle loro preoccupazioni.